# Ferrovia di Rochemolles
La ferrovia di Rochemolles era una breve ferrovia industriale a scartamento ridotto realizzata dalle Ferrovie dello Stato per la costruzione della diga di Sallarce, nell'ambito delle opere che avrebbero condotto all'elettrificazione della ferrovia del Frejus. L'impianto faceva parte di un più esteso complesso che comprendeva altresì una funicolare e una ferrovia Decauville.

## Storia

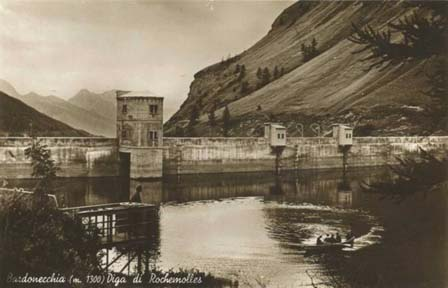
La diga di Rochemolles nel 1937

Quale ausilio rispetto alla preesistente centrale di Chiomonte, di proprietà dell'Azienda Elettrica Municipale di Torino, per l'elettrificazione della ferrovia del Frejus, le Ferrovie dello Stato progettarono la costruzione a Bardonecchia di un proprio impianto; a tale scopo fu deciso di realizzare una diga a Sallarce, così da costituire un bacino alimentato dai torrenti Melezet, che attraversa l'omonima frazione, e Rochemolles, che attraversava l'allora omonimo comune; tale bacino prese il nome di lago di Rochemolles.
All'inizio della prima guerra mondiale fu avviata la costruzione della ferrovia di servizio che sarebbe servita per la costruzione della diga e, all'attivazione dell'impianto idroelettrico, per la sua manutenzione.
Terminati nel 1930 i lavori di costruzione dello sbarramento, la ferrovia Decauville venne smantellata l'anno successivo, mentre la ferrovia restò in esercizio, seppure con un traffico ridotto, per motivi logistici e strategici, considerata anche la vicinanza con il confine di Stato.
In occasione dell'accorpamento del comune di Rochemolles con quello di Bardonecchia, si realizzò una strada di collegamento con la nuova frazione, per i cui lavori venne nuovamente impiegata la ferrovia, che fu peraltro chiusa di lì a poco.
Dopo lo smantellamento della ferrovia, il suo tracciato pressoché pianeggiante è utilizzato come itinerario per escursioni a piedi o in mountain bike in estate e come pista di sci di fondo in inverno.

## Caratteristiche
La linea aveva origine presso la stazione superiore della funicolare realizzata nel 1912 per la costruzione della condotta forzata e il cui capolinea inferiore era raggiungibile tramite un breve raccordo a scartamento ordinario che si diramava dalla stazione di Bardonecchia per mezzo di una piattaforma girevole, per poi superare il torrente Rochemolles su un ponte in legno e metallo; i carri, una volta girati e instradati sul raccordo, erano manovrati da una locomotiva ad accumulatori.
Il tracciato era caratterizzato da un andamento pianeggiante, con curve di ampio raggio, per una lunghezza complessiva di circa 7 chilometri e un percorso caratterizzato da numerose opere d'arte, ivi compresa una breve galleria. Le rotaie erano ancorate alle traversine tramite ganasce piatte inchiavardate mediante arpioni; gli scambi ai capilinea erano dotati delle classiche leve a contrappeso.
Lasciata la stazione di partenza, adiacente ai tre bacini di accumulo posti alle pendici del monte Jafferau e dotata di quattro binari e di una rimessa, i treni trovavano un punto d'incrocio a metà percorso, per giungere infine al capolinea del cantiere, ove sorgeva un'altra rimessa di dimensioni inferiori alla precedente, con tre binari; l'intera linea era priva di segnalamento e il percorso, manovre comprese, era coperto in circa mezz'ora.
Oltre al capolinea settentrionale, posto in corrispondenza del cantiere della diga, proseguiva una ferrovia Decauville realizzata per il trasporto degli inerti provenienti dalle cave poste in località Plan du Fond, resasi necessaria dopo un cambio di progetto della diga stessa.

## Materiale rotabile
I rotabili in servizio sulla linea erano proprietà del servizio lavori della FS; in particolare la trazione era affidata a due locomotori a due assi dotati di motore a ciclo Otto, acquistati usati dalla difesa costiera del Regno Unito e dotati di tettuccio durante l'esercizio presso le FS.
Oltre a numerosi carri merci di vario tipo, la dotazione della ferrovia comprendeva una carrozza a due assi impiegata per il trasporto del personale.